# 9 a.C.
Il 9 a.C. (IX a.C. in numeri romani) è un anno  del I secolo a.C.

## Eventi
- Caduta della Dinastia Han Occidentale (Xi Han) in Cina. Fondata la dinastia Xin.
- Ultima campagna di Druso maggiore in Germania al termine della quale raggiunse il fiume Elba
- Tiberio sconfigge i Marcomanni e doma una rivolta in Pannonia, concludendo una guerra iniziata nel 12 a.C.
- Druso a seguito di una caduta da cavallo, viene trasportato a Mogontiacum, dove il fratello Tiberio accorre al capezzale del fratello morente.
- Il 30 gennaio del 9 a.C. avviene la dedicatio dell'Ara Pacis Augustae, a Roma
- Viene fondata il 30 gennaio con il nome di Iulia Augusta Taurinorum la città di Torino[1].
- I Romani fondano il Castellum apud Confluentes (futura città di Coblenza).

## Morti
- Druso maggiore, militare e politico romano (n. 38 a.C.)
- Tasciovano, re britanno